# Mani Maserrat
Mani Maserrat (även Mani Masserat-Agah och Mani Masserat Agah), född den 18 september 1975 i Rasht, Iran, är en iransk-svensk filmregissör och filmproducent. Som 13-åring flydde han från regimen i Iran till Stockholm, Sverige. 1995 hoppade han av ekonomistudierna vid Stockholms universitet för att börja studera film på Kulturama. Han är mest känd för långfilmsdebuten Ciao Bella. Under 2013 släppte han sin film Vi med bland andra Gustaf Skarsgård, Anna Åström och Kevin Vaz i rollerna. Han har två barn tillsammans med journalisten och författaren Katarina Wennstam.

## Filmografi

### Regi
- 2002 – Skeppsholmen (TV-serie)[4][6]
- 2010 – Våra Vänners Liv (TV-serie)[6]
- 2007 – Ciao Bella (film)[4][6]
- 2012 – Arne Dahl: Ont Blod (TV-film)[10]
- 2013 – Vi (film)[7][8][9]
- 2015 – Modus (TV-serie)

### Producent
- 2007 – Ciao Bella (film)[4][6]
- 2013 – Vi (film)[11]